# カヌレ

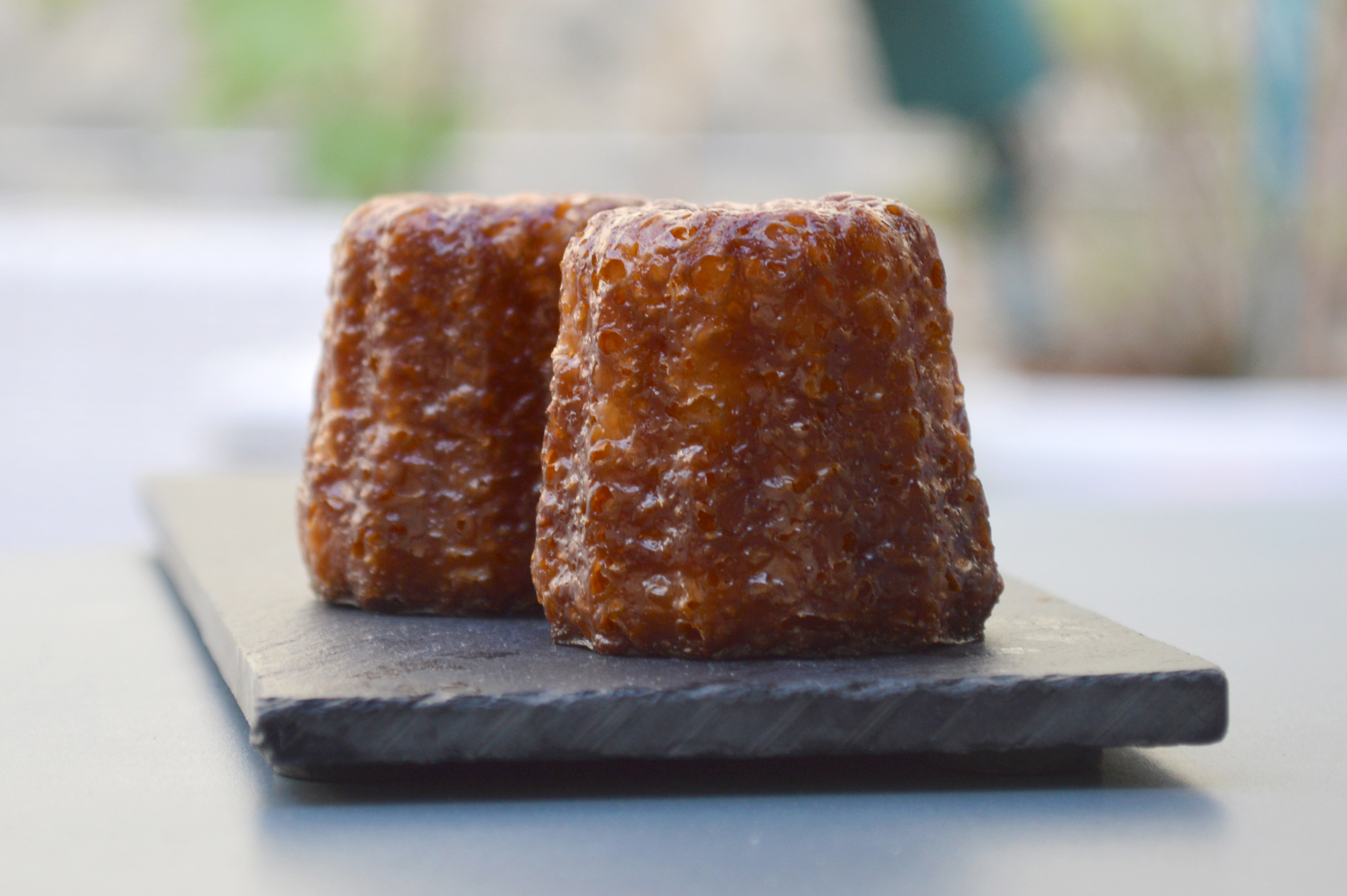
カヌレ

カヌレ・ド・ボルドー (フランス語: cannelé de Bordeaux)は、フランスの洋菓子。略称は、カヌレ（フランス語: Canelé）。

## 概要
フランスのボルドー地方伝統の菓子。フランスのボルドー女子修道院で古くから作られていた菓子とする説がある。しかし、フランス革命で資料は焼失してしまったため、正確な歴史は分からなくなっている。
伝統的な製法では蜜蝋を入れることと、カヌレ型と呼ばれる小さな型で焼くことが特徴である。そもそもカヌレとは「溝のついた」という意味である。外側は黒めの焼き色が付いており硬く香ばしいが、内側はしっとりとして柔らかい食感を持つ。

ボルドーではワインの澱を取り除くコラージュ（清澄工程）で鶏卵の卵白を使用しており、大量の余った卵黄の利用法として考え出されたものという。現在、伝統的なカヌレを保存するための同業組合も作られ、ボルドーには600以上の製造業者がいる。

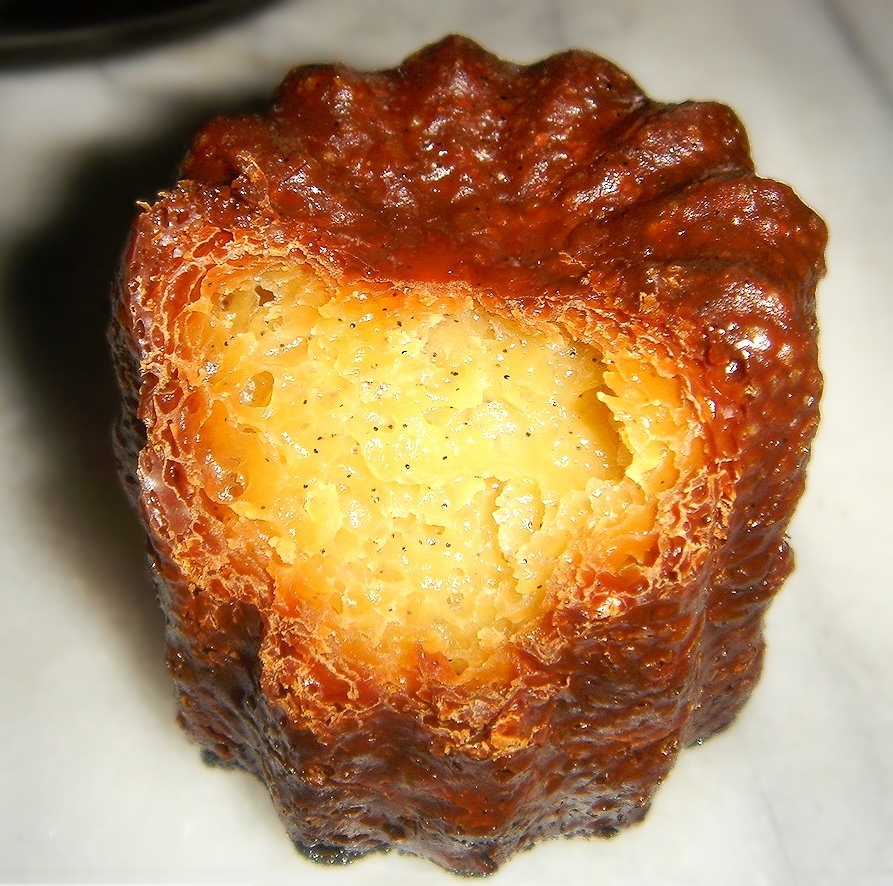
カヌレの断面

## 作り方
バニラの香りを牛乳に移した(アンフュゼ)後、ラム酒、バター、砂糖、薄力粉、鶏卵、卵黄と混ぜ合わせて生地を寝かす。カヌレ型の内側に蜜蝋やバター、または離型剤等を塗り、休ませておいた生地を流し込み、オーブンで焼き上げる。

## 日本における受容

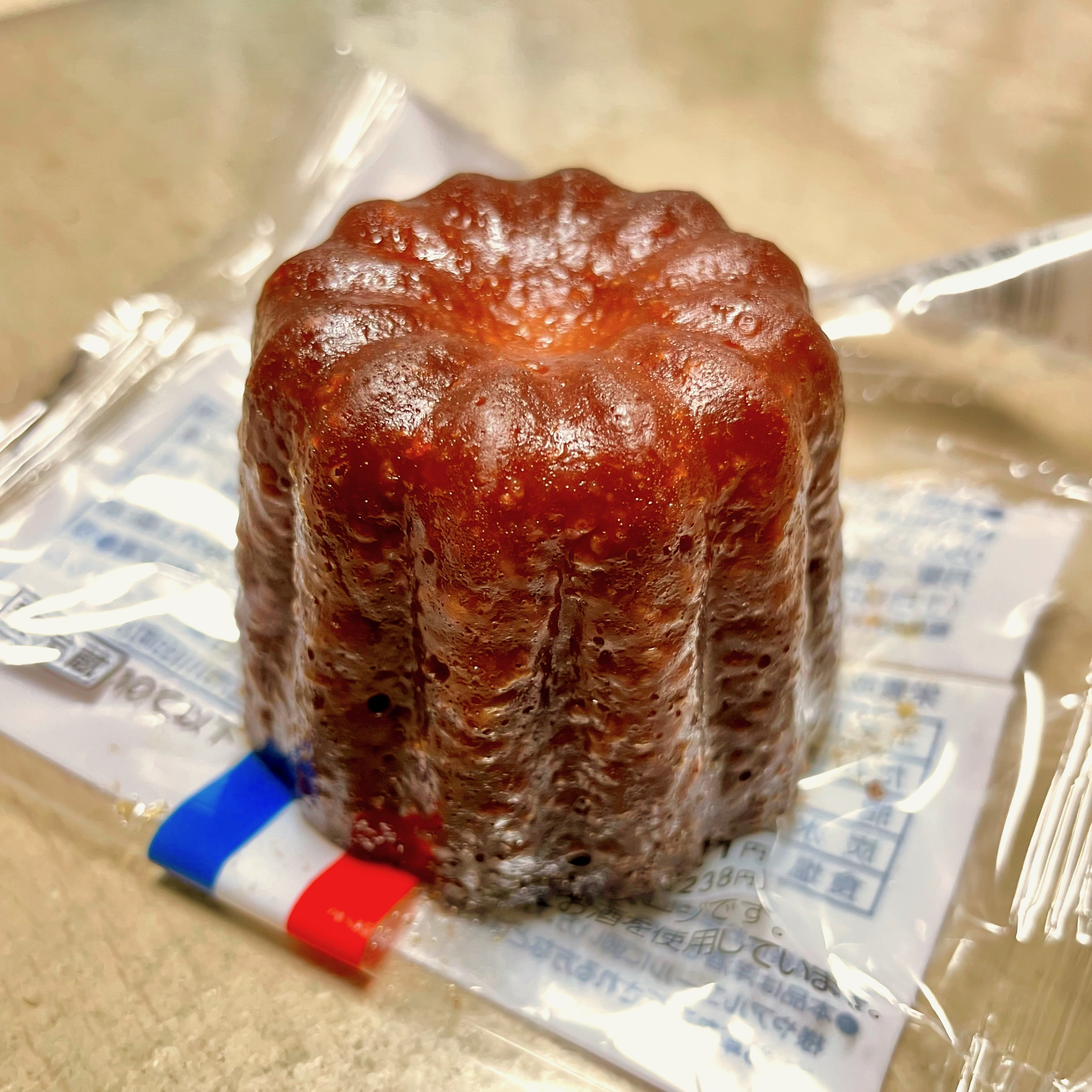
第二次ブームに際しては、コンビニエンスストアの参入も相次いだ

日本においては1990年代に第一次ブームが起こった。2020年から21年にかけて人気が再び上がり、2022年には第二次ブームが起こった。第一次ブームの際は伝統的なカヌレが多かったのに対し、第二次ブームでは中にクリームを入れるといったアレンジ商品が多数登場した。